# Parque Arauco
Parque Arauco S.A. es una empresa inmobiliaria chilena, centrada principalmente en la explotación de centros comerciales. Originaria de Santiago (Chile), también tiene presencia en Colombia y Perú.
La empresa es propietaria de cinco centros comerciales de importancia en Santiago: Mall Parque Arauco, ubicado en la comuna de Las Condes, Mall Arauco Maipú en Maipú, Mall Arauco Estación en Estación Central, Mall Arauco Quilicura en Quilicura y Mall Arauco El Bosque en El Bosque. Además, posee otros cuatro recintos en Chile; Mall Parque Angamos en Antofagasta, Mall Arauco San Antonio en el puerto homónimo, Mall Arauco Chillán en Chillán y Mall Arauco Coronel en Coronel. 
Parque Arauco además tiene una sociedad con Ripley formando el Grupo Marina, el cual administra otros cuatro centros comerciales más en Chile, Mall Marina en Viña del Mar, Mall Curicó en Curicó, Mall del Centro Concepción en la capital penquista y el Mall Barrio Independencia en esa misma comuna.
En estos centros comerciales, el principal negocio lo constituye el arriendo de sus locales a través de un sistema que contempla el pago del mayor valor entre un valor mínimo garantizado y un porcentaje de la venta neta de cada local. Junto con lo anterior, cada local debe contribuir en forma proporcional con el financiamiento de los gastos comunes, incluidas las contribuciones de bienes raíces y en parte con la inversión publicitaria y de promociones. 
Parque Arauco posee diecisiete centros comerciales en los países que opera. Compite con los centros comerciales de Cenco Malls, Mallplaza, Espacio Urbano y Mall Vivo.

## Centros comerciales

### Chile

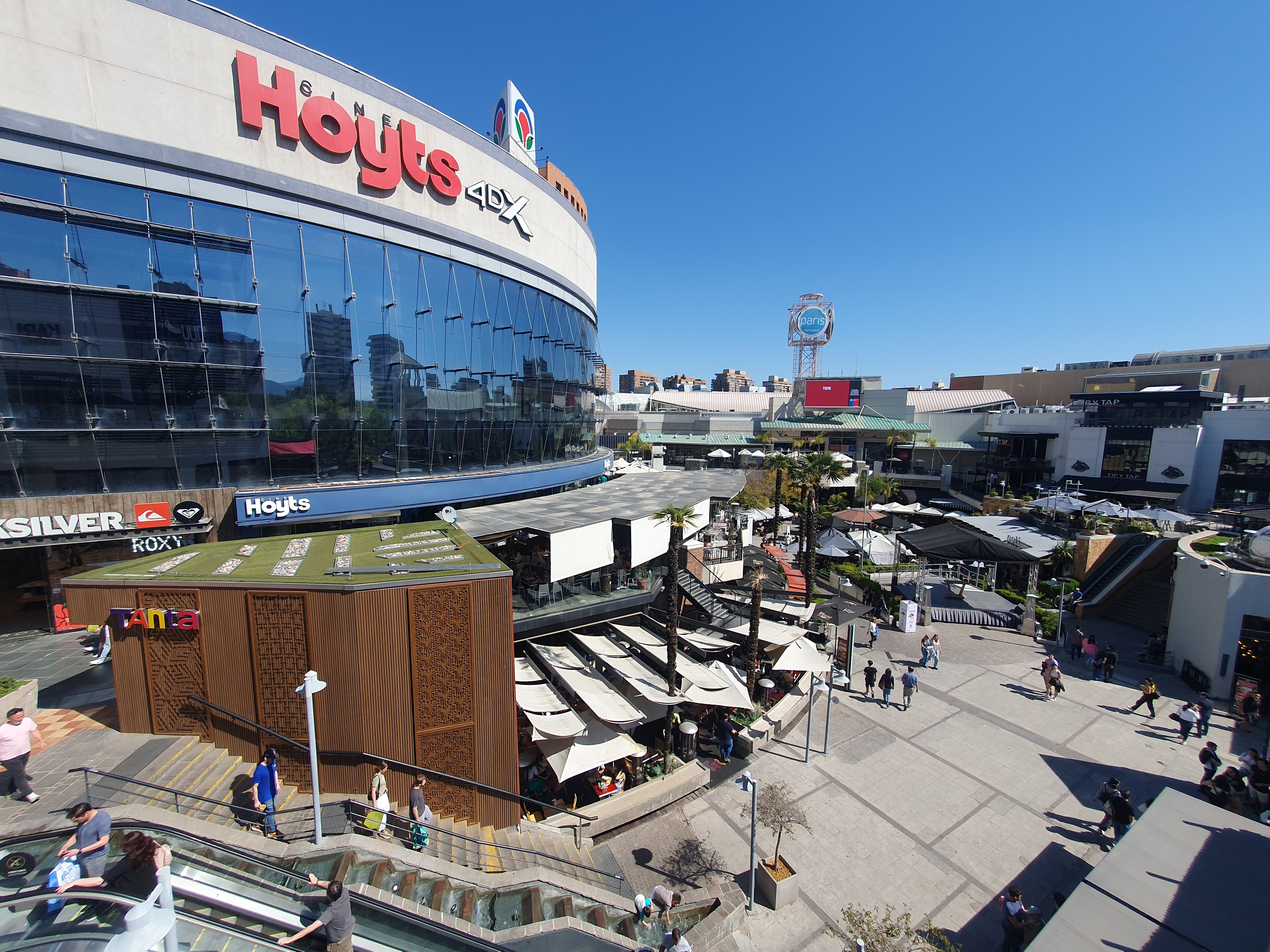
Vista del Boulevard del Parque en el Mall Parque Arauco.

Los orígenes del proyecto se remontan a 1979, bajo el nombre de «Parkennedy» (Parque Kennedy). Este nombre en inglés debió ser cambiado a raíz de una campaña en contra de nombres extranjeros en los edificios clave de la ciudad, emprendida por la Revista del Domingo del diario El Mercurio, dirigida entonces por el periodista Luis Alberto Ganderats. El alcalde de Las Condes se reunió junto al periodista y al presidente de la empresa promotora del proyecto, el ingeniero Orlando Sáez, y se acordó el cambio de nombre. Originalmente el alcalde Alberto Labbé Troncoso propuso el nombre «Parque Lautaro», en homenaje al estratega militar indígena, mientras el periódico sugirió el nombre definitivo, que sería publicado el 12 de agosto de 1979 en el suplemento dominical. La empresa promotora del proyecto utilizó el lema publicitario "La ciudad del futuro se construye aquí", anunciando no sólo un centro comercial, sino también un centro cultural, un hotel internacional de lujo, edificios de oficinas y departamentos en medio de un gran parque. La construcción empezó en octubre de 1980.
El Mall Parque Arauco fue abierto al público el 1 de abril de 1982 —inaugurado por el comandante en jefe de la Armada, José Toribio Merino, y el general director de Carabineros, César Mendoza, ambos miembros de la Junta Militar—, como el primer centro comercial de sus características del país y uno de los más grandes en la actualidad de la zona oriente de la capital y a nivel nacional con unos 270 000 metros cuadrados. Se ubica junto a la avenida Presidente Kennedy, en la comuna de Las Condes, junto al Parque Araucano.
Al momento de su apertura, el centro contaba con dos tiendas departamentales: Gala-Sears y Muricy, las que luego de la quiebra de ambas —la primera en 1983 y la segunda en 1990— serían reemplazadas por Falabella y Almacenes París, respectivamente; estas luego fueron complementadas con la llegada de Ripley y diversos otros locales especialistas. En la actualidad el complejo cuenta, además del centro comercial y las tiendas por departamentos, con un patio de comidas inaugurado en 1989, un centro médico de alta tecnología (1997) y un complejo de 14 salas de cine (1998). El Boulevard del Parque, creado en 2003, cuenta con diversos locales de ocio y cultura. El Distrito de Lujo, inaugurado en 2013, agregó marcas exclusivas al centro comercial. El centro comercial ha creado un polo comercial en el sector, ya que en su entorno además se encuentra el Open Kennedy (anteriormente Megacenter, sin relación con Parque Arauco), otro centro comercial que incluye un supermercado Tottus, un recinto de Homecenter Sodimac y un Ikea, además de restoranes y tiendas menores.
El Mall Parque Arauco fue el primer centro comercial de diseño mall en Chile, el cual con la fórmula estadounidense ya aplicada en otras ciudades latinoamericanas llegó a cambiar las rutinas comerciales de los chilenos acostumbrados a los tradicionales portales o galerías comerciales y fue visto como expresión de la renovación económica que se vivió durante la década de 1980 producto de las reformas instauradas en la dictadura militar. Tras su inauguración y posterior éxito, ha permitido extender la marca Arauco a distintas comunas y ciudades de Chile en otros centros comerciales. Mall Arauco Maipú fue el segundo mall inaugurado en la zona poniente de Santiago, cerca de la intersección de Avenida Américo Vespucio y Los Pajaritos. En la actualidad es un complejo comercial que cuenta con cines, tiendas ancla, un hipermercado y una tienda para la construcción y, al igual que el Parque Arauco de Las Condes, ha generado un polo comercial en la zona, incluyendo la construcción de dos hipermercados en los alrededores. La estación Monte Tabor del Metro de Santiago, inaugurada en febrero de 2011, se encuentra a pocas cuadras de este mall, además de un proceso de ampliación que comenzó en 2005 y finalizó el primer semestre de 2009.
En 1997 se inició la expansión fuera de Santiago con la inauguración del centro comercial Marina Arauco, en la ciudad de Viña del Mar. En dicho proyecto, Parque Arauco adquirió un 33 % de las acciones.
El 4 de septiembre de 1996 se inauguró Mall Plaza El Roble, siendo una de las grandes anhelos de don Jorge Rabié, empresario de Chillán y fundador del conglomerado Rabie. En 2007, producto del plan de expansión nacional iniciado por Parque Arauco, la compañía adquirió el centro en un monto cercano a los 32 millones de dólares, renombrándolo posteriormente como Mall Arauco Chillán. Cuenta con tres tiendas por departamentos, cuatro salas de cine y alrededor de 95 locales. 
Ese mismo año, Parque Arauco adquirió Mall Paseo Estación, ubicado junto a la Estación Central de Santiago, el que se renombra como Paseo Arauco Estación y posteriormente como Mall Arauco Estación. Entre su oferta comercial destacan ocho salas de cine, un centro médico de la Universidad Católica y un patio de comidas. Además cuenta con el terminal de buses más moderno de América Latina, el Terminal San Borja, junto con un nuevo sector de tiendas, que incluye un Homecenter Sodimac, una tienda París y diversas tiendas de vestuario.

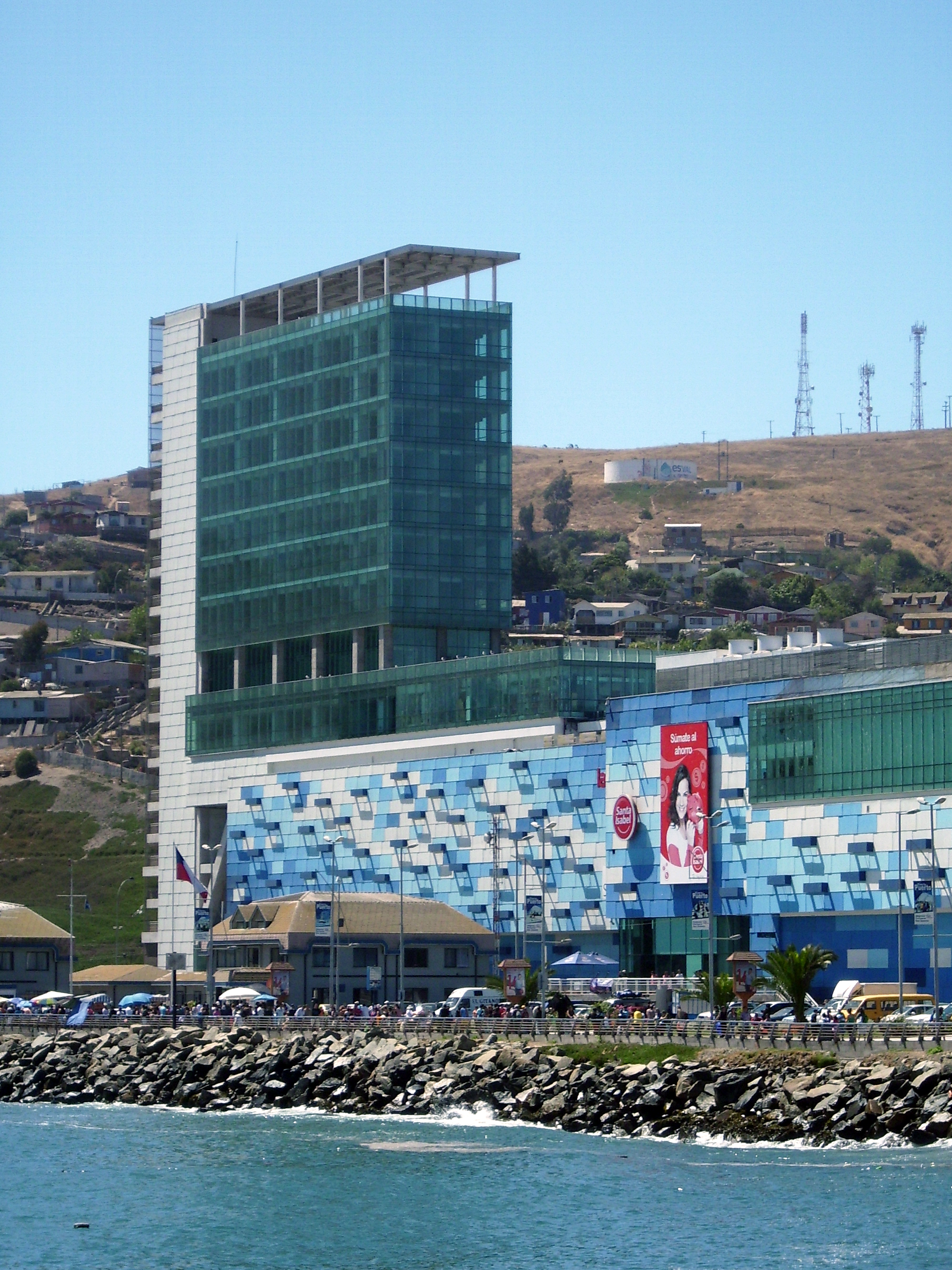
El mall Arauco San Antonio, construido en el Puerto de San Antonio en la Región de Valparaíso.

Al año siguiente (2008), Parque Arauco adquiere el 51% de la propiedad de Arauco San Antonio, ubicado en el puerto homónimo. El centro comercial se construyó junto al casino Del Pacífico, incluyendo dos tiendas por departamento, supermercado, 80 locales menores y un patio de comidas.
Durante el año 2009, Parque Arauco S.A. recibió un total de 129 millones de clientes y 621 mil millones de pesos chilenos en sus 8 locales, que totalizan una superficie de 383.197 m².
En enero de 2012, se inicia la construcción del Mall Arauco Quilicura, inaugurándolo el 30 de mayo de 2013. Este centro comercial, ubicado frente a la plaza de Armas de Quilicura, cuenta actualmente con tiendas anclas como París, Hites, Fashions Park, Abcdin Móvil y tiendas pequeñas, un patio de comidas, un Cine Hoyts, donde algunas de sus salas disponen de la nueva tecnología 4DX. En el costado norte está emplazada Sodimac Homecenter y Sodimac Constructor. Aledaño a este centro comercial está un supermercado Santa Isabel y los terrenos de la extinta tienda La Polar (destruida por un incendio en 2010).
Un año después, el 11 de diciembre de 2014, se inaugura Arauco Premium Outlet Curauma en Valparaíso. También se cuenta un segundo Arauco Premium Outlet en el sector del Barrio Industrial Buenaventura, ubicado en Avenida San Ignacio a la altura del 1000, en la comuna de Quilicura. También ha inaugurado otros outlets en Coquimbo y San Pedro de la Paz.
En noviembre de 2018 Parque Arauco adquiere el Open Plaza El Bosque, propiedad de Falabella, renombrándose como Arauco El Bosque. Cuenta con un Tottus, un Homecenter Sodimac, un La Polar y tiendas menores. También se espera que se inaugure el Mall Parque Angamos, ubicado en el sector sur de Antofagasta. Este se convertiría en el primer mall de la compañía en la zona norte del país.
Parque Arauco también cuenta con una red de strip centers, llamados Arauco Express.

#### Parque Arauco S.A.
Santiago de Chile
- Mall Parque Arauco
- Mall Parque Arauco Edificio Oriente
- Boulevard del Parque
- Mall Arauco Maipú
- Mall Arauco Estación
- Mall Arauco Quilicura
- Arauco Premium Outlet Buenaventura
- Mall Arauco El Bosque[8]

Región de Antofagasta
- Mall Parque Angamos

Región de Coquimbo
- Arauco Premium Outlet Coquimbo

Región de Valparaíso
- Mall Arauco San Antonio
- Arauco Premium Outlet Curauma

Región de Ñuble
- Mall Arauco Chillán

Región del Biobío
- Mall Arauco Coronel
- Arauco Premium Outlet San Pedro

#### Grupo Marina
Santiago de Chile
- Mall Barrio Independencia

Región de Valparaíso
- Mall Marina
- Boulevard Marina

Región del Maule
- Mall Curicó

Región del Biobío
- Mall del Centro Concepción

### Colombia
En 2008, Parque Arauco inició la construcción de su primer centro comercial en Colombia. El recinto, ubicado en la ciudad de Pereira e inaugurado a fines de 2010, cuenta con una superficie de 108 000m² con 120 tiendas, un área arrendable de más de 40 000 m² y más de 1500 espacios de estacionamiento. Parque Arboleda cuenta con tiendas anclas como una de Falabella de 6500 m², Éxito, Zara y Cinemark. El recinto fue inaugurado a fines de 2010.
En 2013 fue inaugurado Parque Caracolí, el segundo Centro Comercial situado en Colombia en la ciudad de Floridablanca, Santander con un área de 90 000 m² de los cuales 30 000 m² para área comercial, hay marcas como Falabella, Cinemark, Mas x Menos, Bodytech y Dollarcity. 
En 2016, fue inaugurado su tercer centro comercial en Colombia, específicamente en Bogotá, Parque La Colina. Allí se encuentra la tienda Falabella más grande de Colombia, además de exclusivas marcas de diseñador como Hugo Boss, Armani, Lacoste, Tommy Hilfiger, Calvin Klein, 7 For All Mankind, Purificación García, y además la primera tienda H&M de Colombia. En 2018 inauguraron el primer mall tipo outlet en Sopo (Cundinamarca).
En 2021 adquirieron el 50% de las acciones del Centro Comercial Plaza Fabricato  en  Bello, pasando este a llamarse Parque Fabricato, siendo este uno de los centros comerciales más grandes del Valle de Aburrá, con esta adquisición ayudó a marcas como H&M,  Decathlon y American Eagle a extenderse en el norte del valle de Aburrá.
En 2022 también sucedió lo mismo con el centro comercial Alegra en Barranquilla, pasó a llamarse Parque Alegra, teniendo tiendas como Falabella, Cine Colombia,  SAO, Dollarcity, H&M, K-Tronix, Smart-Fit, y Playland.

### Perú

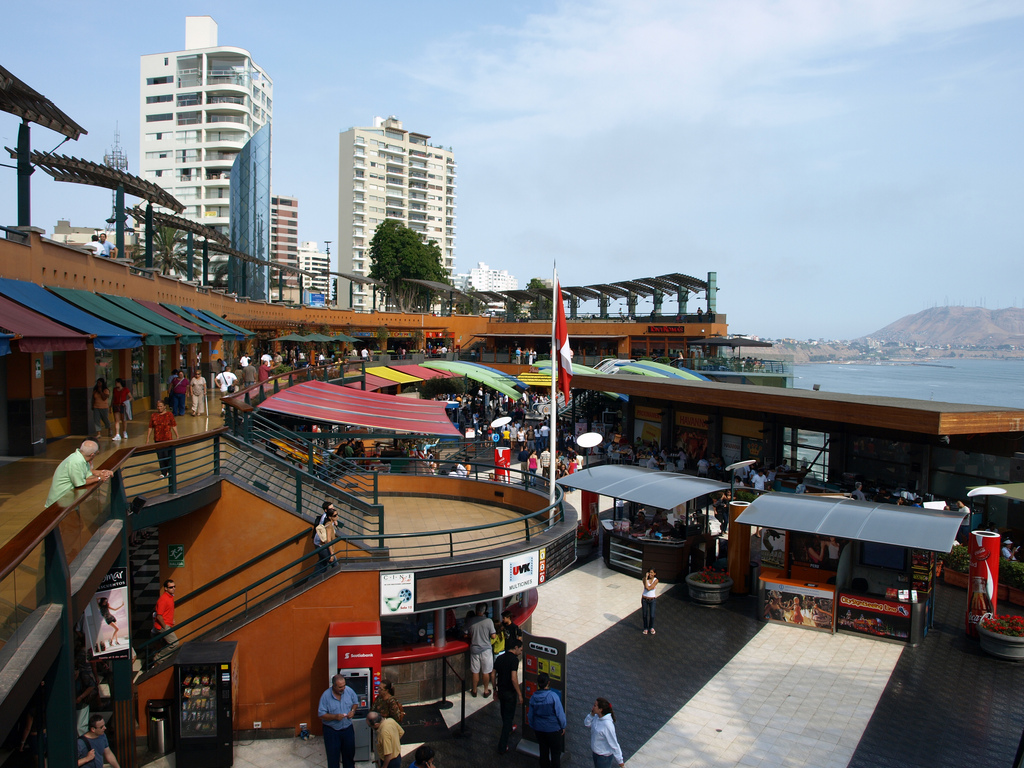
Vista de Larcomar, en el distrito de Miraflores, Lima.

Parque Arauco en 2006 ingresa al mercado peruano con la adquisición del centro comercial MegaPlaza norte en conjunto con Grupo Wiese, años después Parque Arauco compra el 100% de las acciones del centro comercial.
En la mayoría de centros comercial se encuentran las tiendas por departamentos Falabella, Ripley, Oechsle, Estilos,, supermercados como Tottus, Plaza vea, Metro, Mass, entre otras marcas conocidas como Zara, H&M, DollarCity, Cinemark, KFC, Popeyes, Pizzahut. Parque Arauco se caracteriza por contar con una alta gama de locatarios a lo largo del país en sus más de 21 centros comerciales.
Actualmente cuenta con 21 recintos comerciales Lima y al interior del país
En Lima Parque Arauco opera los centros comerciales MegaPlaza Independencia en el distrito de Independencia,
Parque La Molina, inaugurado en 2024 en el distrito de La Molina
Centro comercial Larcomar, adquirido en 2010, este centro comercial es uno de los más emblemáticos de la ciudad de Lima ubicado en el distrito de Miraflores.
MegaPlaza Villa El Salvador inaugurado en 2012
MegaPlaza Villa El Salvador II, el segundo centro comercial en el distrito del mismo nombre, inaugurado en 2017
MegaPlaza Chorrillos, ubicado en el distrito de Chorrillos, inaugurado en 2009.
Los StripCenter ViaMix, este formato de centros comerciales vecinales se encuentra en 3 distritos de la ciudad de Lima, (Colonial, Chorrillos y Las Malvinas)
Outlet Arauco, formato de centros comerciales outlet, operan en la ciudad de Lima en los distritos de Lurin y Faucett en el Callao
En la ciudad de Arequipa Parque Arauco opera el centro comercial Outlet Arauco (ex Parque lambramani) inaugurado en 2010
En la ciudad de Ica, opera el centro comercial MegaPlaza Ica, Adquirido en 2015 
En la ciudad de Cajamarca, opera el centro comercial MegaPlaza Cajamarca, Adquirido en 2015
En la ciudad de Chimbote, al norte del país opera el centro comercial MegaPlaza Chimbote, inaugurado en 2012
En la región de Ica, en la ciudad de Pisco opera el centro comercial Parque Pisco, inaugurado en 2015
En la región de Ica, en la ciudad de Chincha opera el centro comercial Parque Chincha, inaugurado en 2013
En la ciudad de Cañete opera el centro comercial Parque Cañete, inaugurado en 2013
En la ciudad de Jaén opera el centro comercial MegaPlaza Jaen, inaugurado en 2016  
En la ciudad de Huaral opera el centro comercial MegaPlaza Huaral, inaugurado en 2017  
En la ciudad de Barranca opera el centro comercial MegaPlaza Barranca, inaugurado en 2013  
En 2025, Parque Arauco adquirió el centro comercial Minka, un centro comercial concurrido en Callao, el cual pertenecia al Grupo Centenario por 381 millones de soles. Además, se anunció un futuro proyecto de «distrito gastronómico» que abrirá sus puertas en 2027.